# Futuro Vegetal
Futuro Vegetal es un colectivo de desobediencia civil español creado en 2022. Lucha contra la crisis climática a través de la desobediencia civil, el sabotaje y la acción directa no violenta.  El colectivo no tiene líderes, está formado por abogados y científicos, y sus miembros forman parte de otros colectivos como Rebelión Científica y Extinction Rebellion. Han tomado acciones como pegarse a los marcos de cuadros en museos, interrumpir partidos de la Copa Davis, arrojar pintura a edificios del gobierno, de partidos políticos como el PP y del PSOE, de empresas como KFC y megayates privados, y bloquear carreteras y el acceso al aeropuerto de Ibiza para evitar el despegue de jets privados. Bilbo Bassaterra, otro de los portavoces y cofundador del colectivo, declaró que continuarían llevando a cabo sus acciones «hasta que el Gobierno tome las medidas mínimas para afrontar la crisis climática».
Sus acciones son consideradas vandálicas y han sido considerados como una «organización criminal», a lo que ellos declaran que su fin no es cometer delitos y que «está permitido destrozar ecosistemas de manera sistemática, pero parece un escándalo pegarte a un cuadro, algo que además es meramente simbólico». Por otro lado, Fernando Castro Flórez —filósofo, crítico de arte y miembro del Patronato del Museo Nacional Centro de Arte Reina Sofía— ha declarado su apoyo a las acciones del colectivo.

## Antecedentes
El 14 de octubre de 2022 dos ecologistas arrojaron sopa de tomate al cuadro Los girasoles de Vincent Van Gogh en la National Gallery de Londres. Un mes después, cuatro ecologistas miembros del colectivo Última Generación lanzaron sopa de guisantes sobre el cuadro El Sembrador de Vincent Van Gogh y pegaron con pegamento al muro donde estaba expuesto, en el museo del Palacio Bonaparte en Roma. Tanto en Inglaterra como en Italia, los cuadros estaban protegidos por vitrinas de cristal. Los ecologistas declararon que su objetivo no era dañar la pintura «sino concienciar a la sociedad sobre el cambio climático y sus consecuencias, como la falta de acceso a alimentos que sufren algunos países y poblaciones que se ven obligadas a migrar de sus hogares por esta razón».

## Historia
El 5 de noviembre de 2022 dos activistas de Futuro Vegetal se pegaron a los marcos de los cuadros La maja desnuda y La maja vestida de Francisco de Goya en el Museo del Prado en Madrid en señal de protesta por la emergencia climática. En el espacio que separa ambas pinturas, escribieron el mensaje «+1,5º» con el objetivo de «alertar sobre la subida de temperatura mundial que provocará un clima inestable y graves consecuencias en todo el planeta».
El 30 de enero de 2023 dos activistas se pegaron las manos al atril del hemiciclo del Congreso de los Diputados como forma de protesta contra las subvenciones del Gobierno a la industria ganadera. De acuerdo a los especialistas, las macrogranjas en España fomentan la degradación ambiental (por las filtraciones de purines hacia las masas de agua colindantes del territorio), despoblación (por la reducción del rendimiento agrario del entorno) y maltrato animal (por las pésimas condiciones de vida de los animales). Los agentes de seguridad del Congreso retiraron inmediatamente a las dos jóvenes de la tribuna junto a un tercer miembro del colectivo que portaba una bandera con el logotipo de Futuro Vegetal.
El 14 de julio de 2023 activistas de Futuro Vegetal y Extinction Rebellion rociaron de pintura un jet privado y luego pegándose después al avión. Este acto interrumpió el tráfico aéreo durante unas horas.
El 16 de julio de 2023 miembros del colectivo rociaron de pintura en Ibiza el megayate de Nancy Walton Laurie, una multimillonaria heredera de la multinacional de supermercados y grandes almacenes Walmart. Los activistas declararon que el megayate fue construido en el año 2017, su precio asciende a 300 millones de euros, y que su coste de mantenimiento anual oscila entre los 20 y 30 millones de dólares. Las activistas mostraron una pancarta donde podía leerse «Consumes el sufrimiento de los demás».
En diciembre de 2023, 22 personas supuestamente integrantes del colectivo, de entre 20 y más de 60 años, fueron detenidas durante unas horas en Madrid, Barcelona, Cádiz, Murcia, Elda (Alicante), Zaragoza, Granada, Valencia, Soria, Santander y San Sebastián por la Policía Nacional de España por «conformar una estructura criminal» y causar daños al patrimonio por valor de más de medio millón de euros.
El 19 de diciembre de 2023, diversos colectivos sociales de la Región de Murcia —región donde se ha declarado la emergencia climática en 2020— se solidarizaron con Futuro Vegetal criticando «la criminalización y desproporción de cargos y sanciones aplicadas contra activistas en defensa del medio ambiente». En una carta abierta colectivos en Murcia como Madres por el Clima, Extinction Rebellion, Ecologistas en Acción y Afromurcia, entre otros, exigieron que se retiren todos los cargos y sanciones a las personas activistas de Futuro Vegetal, el cese de la criminalización de los movimientos sociales, la derogación de la Ley Mordaza y que las autoridades públicas ejerzan políticas activas y urgentes de descarbonización.

## Controversia
En su memoria anual de 2022 el Fiscal General del Estado de España incluyó las activades de protesta pacífica y desobediencia civil de las organizaciones ecologistas Extinction Rebellion y Futuro Vegetal bajo el epígrafe de “Terrorismo Nacional”. El 11 de septiembre de 2023 publicó un comunicado en donde advertía al Fiscal «que las acciones pacíficas de desobediencia civil son formas legítimas de protesta y no constituyen actos terroristas».  Al día siguiente, la Fiscalía General del Estado de España declaró el 12 de septiembre de 2023 que Futuro Vegetal no está considerado como un grupo terrorista.
En octubre de 2023, la Guardia Civil y la Gendarmería Nacional Francesa lograron detener a los dos presuntos autores de un acto de sabotaje cometido contra una gasolinera en la localidad de Laruns.
El 28 de febrero de 2024, Michel Forst, el Relator Especial de Naciones Unidas sobre defensores ambientales, advirtió que los continuos esfuerzos del Estado para reprimir y criminalizar las protestas ambientalistas, incluidas la acción directa y la desobediencia civil, son una amenaza para las libertades fundamentales y la democracia misma. Sobre esto, Forst señaló los intentos legislativos de prohibir organizaciones específicas, citando a Soulèvements de la Terre de Francia, Futuro Vegetal de España o Letzte Generation en Alemania y Austria.